# Syrrhopodon stenophyllus
Syrrhopodon stenophyllus là một loài rêu trong họ Calymperaceae. Loài này được Sehnem mô tả khoa học đầu tiên năm 1972.